# Опатешти (Валча)
Опатешти (рум. Opătești) насеље је у Румунији у округу Валча у општини Голешти. Oпштина се налази на надморској висини од 369 m.

## Становништво
Према подацима из 2002. године у насељу је живело 195 становника, од којих су сви румунске националности.